# Perosso
Perosso è una frazione del comune di Castel Goffredo, in provincia di Mantova, distante 3 km dal capoluogo e a nord da esso. Confina con il comune di Castiglione delle Stiviere.

## Storia e descrizione
È una zona caratteristica dal punto di vista naturalistico per la presenza di numerosi fontanili, dove la ricca vegetazione permette la vita di gamberi di fiume e la sopravvivenza di numerosi uccelli acquatici.

Il territorio è inoltre percorso dai seguenti corsi d'acqua:
- il torrente Fuga, che qui nasce (in località Profondi) ed attraversa l'abitato di Castel Goffredo;
- il torrente Tartaro (o Tartaro Fabrezza), che nasce nella località Lame di Carpenedolo ed attraversa l'abitato di Castel Goffredo;
- il Canale Virgilio, artificiale, utilizzato a scopi irrigui in agricoltura.

La zona è stata interessata, dal 1930 al 1933, dalla Tranvia Medole-Casaloldo.
Nel 2021, in località Traversino Sotto, durante l'aratura di un terreno, sono venuti in superficie alcuni manufatti in bronzo di epoca romana.

## Monumenti e luoghi di interesse
Nel centro del borgo è situato l'Oratorio di San Francesco, edificato nel 1730.

## Galleria d'immagini

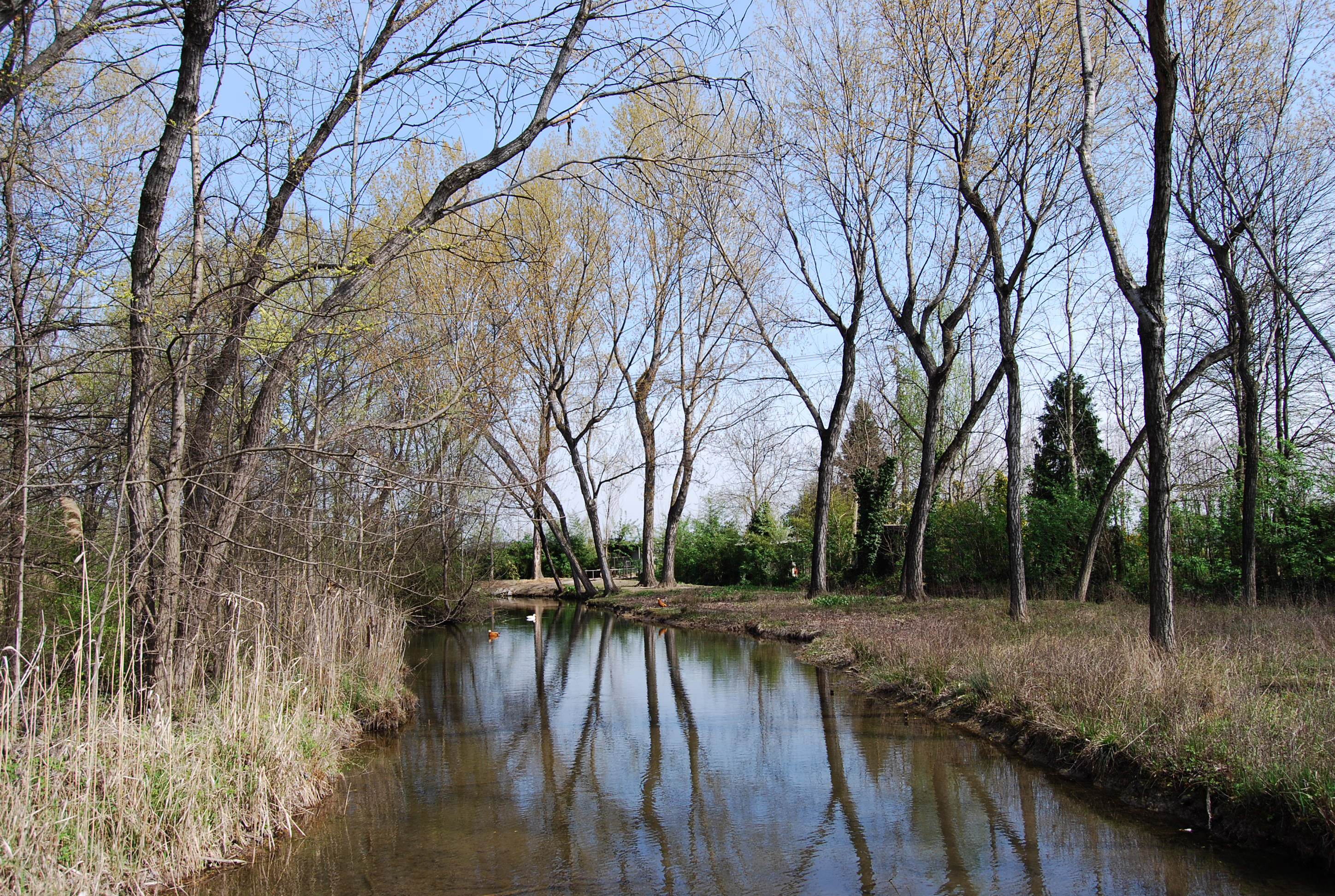
Zona delle risorgive
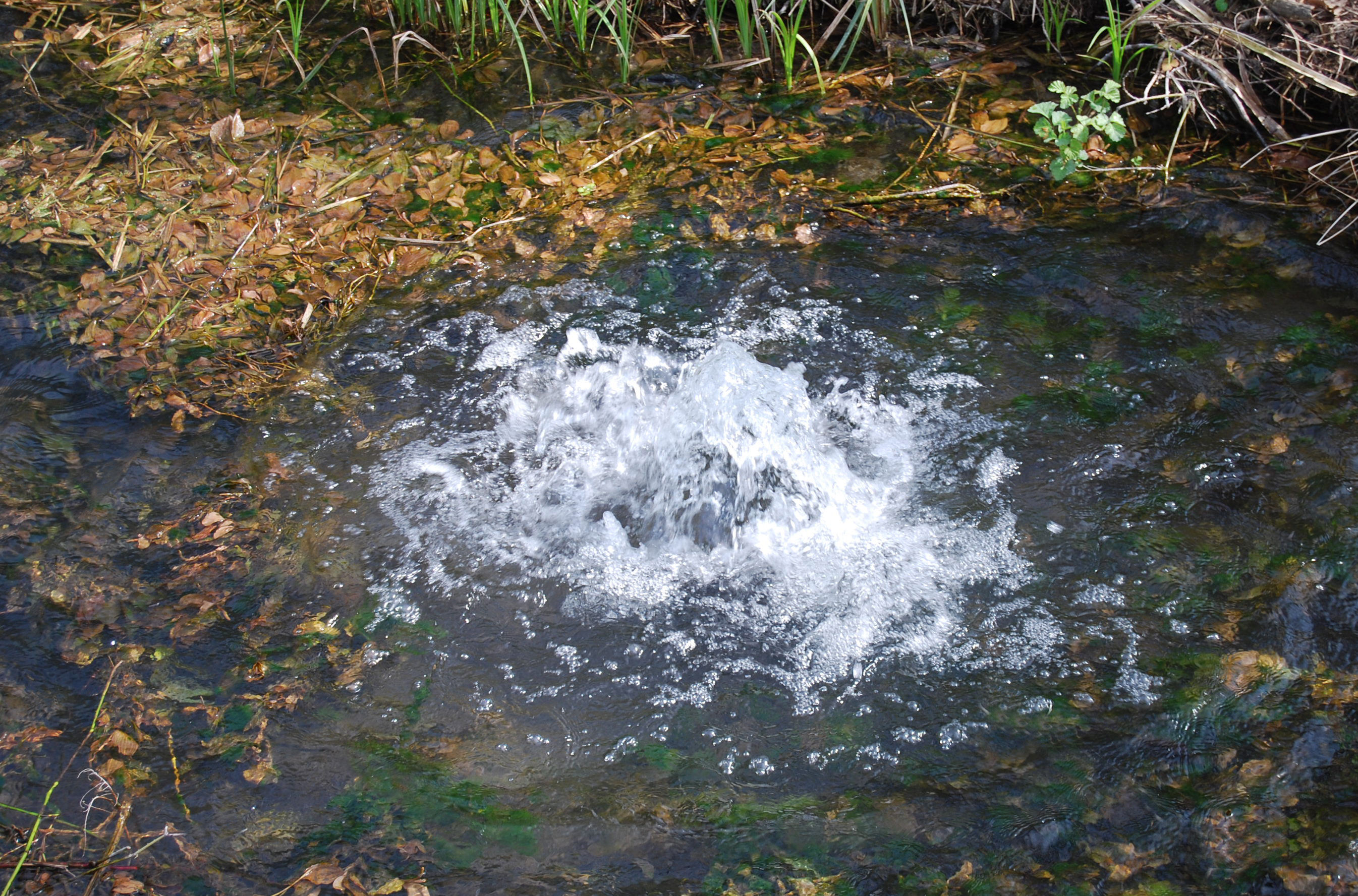
Un fontanile a Perosso
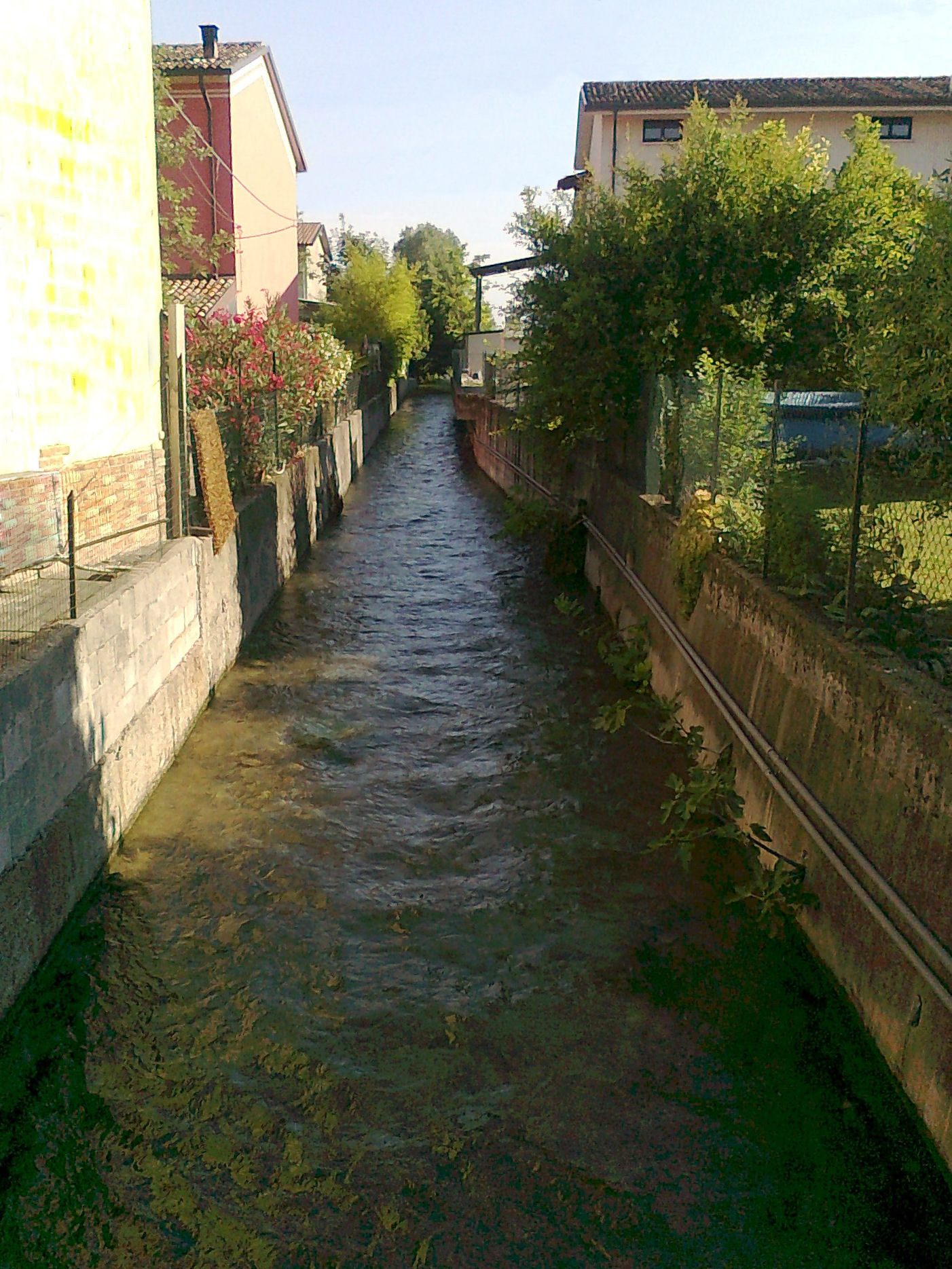
Il Tartaro attraversa Perosso